# Saint-Maclou-la-Brière
 Saint-Maclou-la-Brière  es una población y comuna francesa, en la región de Alta Normandía, departamento de Sena Marítimo, en el distrito de Le Havre y cantón de Goderville.

## Demografía
| 330 | 302 | 284 | 368 | 392 | 417 |
| Para los censos de 1962 a 1999 la población legal corresponde a la población sin duplicidades (Fuente: INSEE [Consultar]) |     |     |     |     |     |